# Как изменить мир
«Как измени́ть мир» (англ. How To Change The World) — документальный фильм, рассказывающий об истории создания организации «Гринпис». Фильм создан на основе фото- и видеоматериалов, снятых участниками первой и последующих акций «Гринпис», так и на основе материалов, снятых в наши дни режиссером фильма Джерри Ротуэллом.

## Сюжет
Сюжетная линия показывает нам события прошлого и кадры из настоящего времени, чередуя события и объяснения происходившего. 15 сентября 1971 года только что созданный комитет Don’t Make a Wave направил зафрахтованное судно Phyllis Cormac, впоследствии переименованное в Гринпис, по маршруту от Ванкувера до Амчитки для выражения протеста против ядерных испытаний в сейсмоопасных районах. Владельцем судна Phyllis Cormac был Джон Кормак, единственный капитан, который готов был отправиться в опасное путешествие к Амчитке. На борту судна помимо капитана находились Пол Хантер, Патрик Мур, Пол Уотсон, Рекс Вейлер. Во время путешествия участники сталкиваются с проблемами: шторм, нехватка еды, несогласованность действий. После пересечения территориальных вод США за кораблем следует береговая охрана, догоняет, поднимается на борт и выписывает штраф за пересечение территориальных вод без разрешения, разворачивает корабль обратно в Канаду согласно протоколу, на обратной стороне которого написаны слова поддержки участникам. Эксперимент проводят и взрывают бомбу, цунами не происходит, но о рейсе Phyllis Cormac рассказывают крупнейшие газеты мира, США принимают решение прекратить испытания на острове, и команда возвращается в Ванкувер героями, которых встречают аплодисментами. После этого рейса начинается история образования организации Гринпис. Повествование охватывает последующие акции, объединение и ссоры участников, их отношение друг к другу, показывает как изменились взгляды первых участников на саму организацию и ее место в современном мире.

## В ролях
- Барри Пеппер — рассказчик
- Роберт Хантер
- Патрик Мур
- Пол Уотсон
- Рекс Вейлер
- Бобби Хантер
- Карли Трумен
- Джордж Коротва
- Эмили Хантер
- Брижит Бардо — в эпизодах хроники

## Премьера
Премьера фильма была осуществлена на фестивале Сандэнс 22 января 2015 года, взяв награды в нескольких номинациях. На широкие экраны фильм вышел 9 сентября 2015 и был показан в 120 британских кинотеатрах и 70 — в США, после чего последовали рецензии со стороны Джерри Ротуэлла, Вивьен Вествуд и дочери первого президента Гринпис, Эмили Хантер.

## Рецензии
Фильм в общем получил положительные рецензии у профессионалов и зрителей. Веб-сайт Rotten Tomatoes показывает 95 % положительных рецензий кинокритиков со средним рейтингом 7,44/10, а также 87 % положительных отзывов аудитории, со средним рейтингом 4/5.

## Награды
| Year | Award                           | Category                                  | Result    |
| ---- | ------------------------------- | ----------------------------------------- | --------- |
| 2015 | Sundance Film Festival          | Специальная награда жюри                  | Победа    |
| 2015 | Sundance Film Festival          | Дополнительная награда                    | Победа    |
| 2015 | Sheffield Documentary Festival  | Лучший экологический документальный фильм | Победа    |
| 2015 | Sebastopol Documentary Festival | Особенный фильм                           | Победа    |
| 2015 | Portland EcoFilm Festival       | Лучший художественный фильм               | Победа    |
| 2015 | Hot Docs                        | Десять любимых зрителей                   | Победа    |
| 2016 | 4th Canadian Screen Awards      | Лучший документальный фильм               | Номинация |
| 2016 | 4th Canadian Screen Awards      | Лучшие эффекты в документальном фильме    | Победа    |